# Grupo Liberación
Grupo Liberación es una agrupación musical mexicana del género grupero formada en Monterrey, Nuevo León en 1975. Es conocida por sus canciones estilo romántico. Su fundador fue el tecladista Virgilio Canales Vela.

## Historia

### Origen del nombre
El nombre de Liberación viene dado que cuando Virgilio Canales decide retirarse de la Banda Macho, él se presentó ante unos amigos que tenía en una emisora de radio donde confesó que se iba a salir de la agrupación y que quería buscar un nombre para su nuevo proyecto. Para ese momento existían dos grupo de liberación a nivel mundial que eran el femenino y el de Palestina, entonces sus amigos le plantean que ya que se va a liberar de la Banda Macho y están de moda los movimientos de liberación que le coloque el nombre Liberación.

### Inicios en la música
La primera presentación de Liberación fue el 9 de noviembre de 1975 en Hidalgo, Nuevo León, en el aniversario del sindicato de una empresa cementera que se encontraba en ese lugar.
A lo largo de su trayectoria han producido éxitos como: "El muñeco", "Como me duele", "Por esa yegua", "Quien me ha robado tu corazón", "Ese loco soy yo", "Enamorado de un fantasma", "Si estuvieras conmigo", "Quien como yo", "La otra parte de mi", entre otras.

## Discografía
- Flor Sin retoño (1976)
- La Discotheque de la Liberación (1977)
- Cumbias en salsa (1978)
- Dímelo ya (1979)
- Que importa ya (1980)
- Soy Un Perdedor (1981)
- Cuando Aprenderás (1982)
- Un Gallo Muy Celoso (1983)
- El Precio (1984)
- Levantado en Armas (1984)
- Estrenando Novio (Vol. II) (1985)
- Pensando En Ella (Vol. III) (1986)
- El Desfile (1987)
- La Burbuja (Vol. V) (1988)
- Tu Princípe Azul (Vol. VI) (1989)
- En Las Alturas (Vol. VII) (1990)
- Con sentimiento ranchero (1990)
- Entre Nubes (1991)
- Con La Fuerza Del Destino (1992)
- Directo Al Corazón (1993)
- Para Estar Contigo (1994)
- Enamorado De Un Fantasma (1995)
- 15 Éxitos Enamorados (1995)
- Por Puro Gusto (1996)
- Un Loco Romántico (1997)
- Un Regalo De Amor (1998)
- Si Estuvieras Conmigo (1999)
- En Vivo 25 Aniversario (2001)
- Ahora y Siempre (2001)
- Las Canciones Que Esperabas (2003)
- Que me quiten lo bailado (2004)
- Las más bailables (2004)
- En concierto gira Mex-Usa 2004-2005 (2005)
- Juntitos Los Dos (2006)
- En Vivo El Regreso (2008)
- Cada Vez Más Fuerte (2008)
- Raíces (2009)
- Como En Los Viejos Tiempos, Vol. 1 (2011)
- Como En Los Viejos Tiempos, Vol. 2 (2012)
- Qué Importa Ya / Qué Haré Si Tu Te Vaz (2015)
- Amigo del Tiempo (2017)
- Aquí Estamos (2021)
- Cumbias para Bailar (2021)
- Duelo Romántico (2024)
- Rosas Y Bombones con Liberación (2025)

### Colaboraciones
- Noviembre sin ti a dueto con Lupe Guevara de BXS (Brindis por Siempre).

## Reconocimientos y méritos
- 1993. Reciben el premio CUICATL por la Fundación Cultural Disco México. Participan en el Baile del Siglo, en el Monumental Río Nilo de Guadalajara, Jalisco.
- 1994. Triple disco de oro por parte de DISA, su casa disquera, por sus altas ventas de "Directo al corazón".

- 1995. Se hacen acreedores a un disco de Platino, por las ventas de su álbum "Para estar contigo".
- Durante 1995 y 1996 son nominados para el premio "Lo Nuestro".

- 1996. Reciben el premio "Furia Musical" como el mejor grupo versátil del año.

- El 20 de noviembre del 2000, fue asignado el día de Liberación en Oklahoma (EE. UU).

- En marzo del 2001 DISA LATIN MUSIC les rinde un homenaje por sus 25 años de trayectoria y lo hace con una producción especial "En vivo" donde recopilaron sus éxitos.

- En el 2003 fueron nominados a los prestigiados "Premios lo Nuestro" en 3 categorías incluyendo "Mejor álbum del año" por su anterior material "Ahora y siempre".

## Exmiembros
- Miguel Ángel Alfaro (vocalista) (1979 - 1990) (fallecido en 2013) 

- Lupe Barrera (vocalista) (1988 - 1997)

- Efraín Guajardo (batería) (1977-2001)

- Pepe José Amancio de León (bajista) (1975-1982)
 
- César Guerrero (guitarrista) (1975-1981)

- Ramiro Quintanilla (trombón) (1975-1983)

- Sergio García (trompeta) (1975-1983)

- Ricardo "Kalín" Guerrero (Saxofón y Percusiones ) (1975- 1995) 
-Juan Mejía (Batería) (1975-1978)
-Gabriel Aldana (Bajo) (1983-2001)
- José Juan Martínez (Teclados y acordeón) (1995 - 2005)
-José Guadalupe Martínez "Junior" (Bajo) (2001-2003)
-Polo Pérez (Bajo) (2003-2010)
- Agustín "Pollo" García (Saxofón, trompeta y Percusiones) (2007-2012)
-Marcos Hernández Flores (Bajo) (2011-2014)
-Gabriel Martínez Blanco (Acordeón y teclados) (2003-2008)
- Pablo Portillo (vocalista) (1999-2000)
 
- Gerry García (vocalista) (2000- 2006)
 
- Alex Romero (vocalista) (2001- 2008)
 
- Luis Díaz (teclados) (1998- 2006)
 
- Edwin Luna (vocalista) (2008-2009)
- Gonzalo Correa (Vocalista) (2009-2015)
-Israel Granados Garza (vocalista) (2009-2013)
-Marco Garza (vocalista) (2013-2014)